# Piscina Cozzi
La piscina comunale coperta Roberto Cozzi è una struttura sportiva coperta sita a Milano, in via Tunisia, inaugurata il 3 maggio 1934. Prima piscina interamente coperta in Italia, è opera dell'ingegnere e architetto Luigi Lorenzo Secchi (1899-1992) che aveva edificato pochi anni prima l'impianto scoperto della Piscina Romano. La piscina è intitolata al militare milanese medaglia d'oro al valor militare Roberto Cozzi (1893-1918). Oggi la struttura è centro federale della Federazione Italiana Nuoto.

## Storia

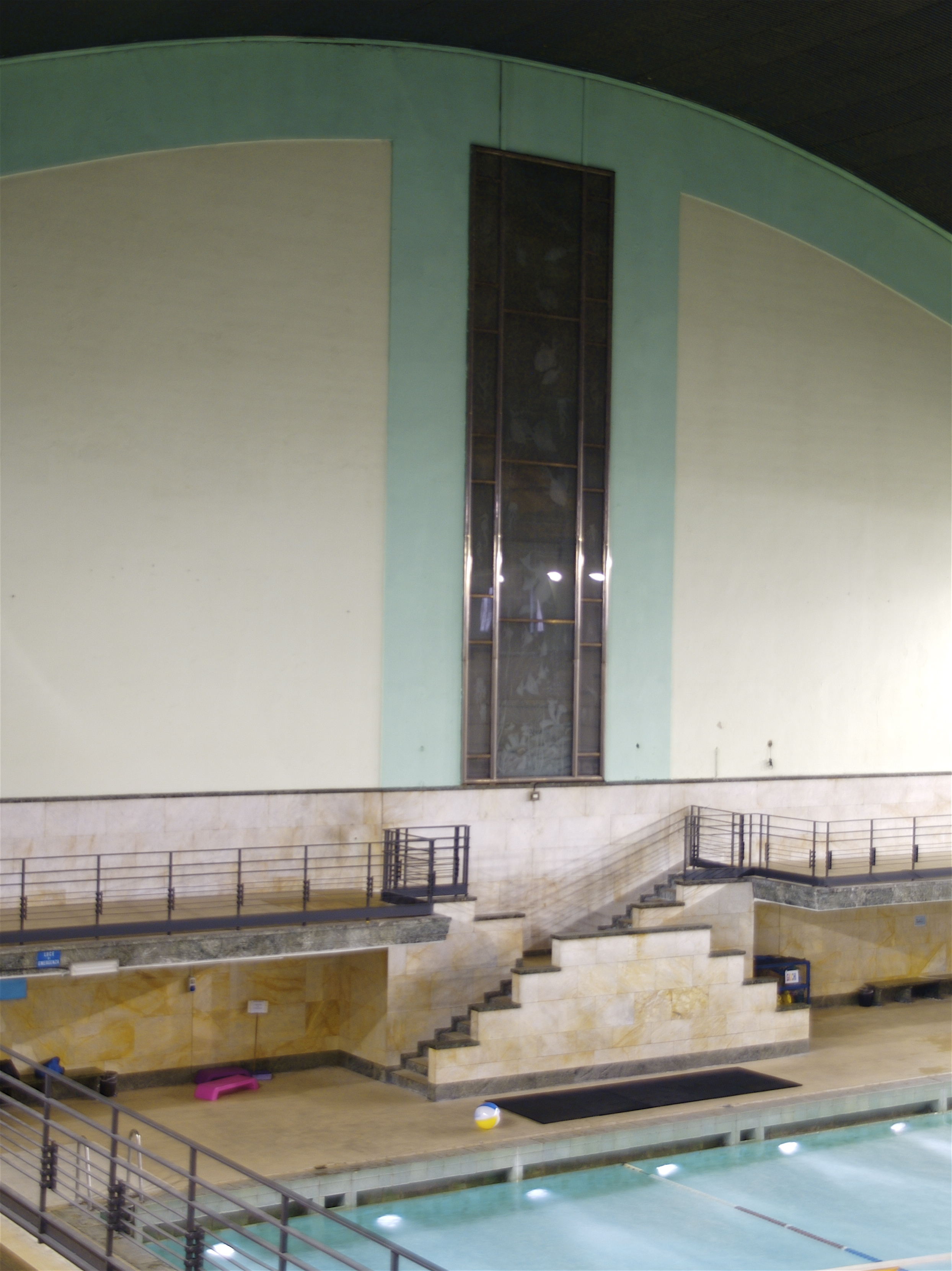
Interni della piscina Cozzi

La costruzione della piscina coperta Cozzi fu promessa nel luglio 1929 dall'allora Podestà di Milano Giuseppe De Capitani d'Arzago durante la cerimonia di inaugurazione della piscina scoperta Romano. Per volere del podestà Marcello Visconti di Modrone, succeduto a Capitani, a quello stesso 1929 risalgono i primi progetti della nuova struttura che sarebbe diventata la più grande piscina coperta d'Europa di quei tempi, superando nell'ampiezza dei saloni e delle vasche le piscine Hallenschwimmbad di Berlin-Mitte in Germania e dell'isola Margherita di Budapest in Ungheria.
La progettazione e la direzione dei lavori furono affidate all'architetto Luigi Secchi, allora Capo della Sezione Speciale Fabbricati ed Impianti Sportivi dell'Ufficio tecnico del Comune di Milano. Secchi era in quegli anni particolarmente attivo: nel 1933 era impegnato nella direzione di importanti lavori pubblici a Milano fra i quali il mercato rionale coperto di viale Monza, i campi sportivi di via Pascal e di via Fedro, la piscina comunale di via Cambini e le scuole pubbliche di piazza Leonardo da Vinci e di via Monte Velino. Il progetto della Cozzi fu il lavoro più gratificante e impegnativo che il Secchi definì come frutto di «architettura funzionale».
L'impianto venne sviluppato su 4 800 mq di superficie a lato del nuovo viale (allora viale Regina Elena, oggi viale Tunisia) ricavato dalla demolizione del viadotto ferroviario che collegava la vecchia Stazione Centrale al Bivio Acquabella: l'area fu scelta perché centralissima e posta all'interno della direttrice di massimo sviluppo della città; l'area era inoltre servita dalla nuova Stazione Centrale, dai treni elettrici delle Varesine e da numerose linee tranviarie, rendendo facilmente raggiungibile l'impianto dalla gran parte dei quartieri cittadini e dai turisti che gravitavano su Milano. Essendo inoltre l'area relativamente libera da vincoli di piano regolatore, fu possibile ricavare ampi posteggi limitrofi alla piscina in grado di ospitare 400 automobili e di predisporre larghe aree verdi intorno all'impianto. Altro pregio della località scelta era la disposizione dell'asse maggiore da Nord a Sud, orientamento che favoriva l'insolazione all'interno dell'impianto per molte ore durante la giornata, dando agli ambienti «una nota gaia e festosa all'interno»
I lavori di scavo cominciarono il 23 ottobre 1933 e l'impianto venne costruito in 194 giorni, di cui solo 63 immuni da pioggia e gelo; le condizioni climatiche resero particolarmente complessa la costruzione della struttura per la quale fu necessario, a causa del gelo, dotare il cantiere di impianti di produzione e distribuzione d'acqua calda per consentire il getto dei calcestruzzi. L'inaugurazione dell'impianto avvenne il 3 maggio 1934, in concomitanza con i Littoriali dello sport di quell'anno, solennemente aperti all'Arena e le cui gare di nuoto si svolsero nella nuova piscina.